# Evert Gorter
Evert Gorter (Utrecht, 19 februari 1881 – Leiden, 17 februari 1954) was een Nederlands kinderarts, biochemicus en hoogleraar.
In 1899 begon Gorter zijn medische studies aan de Universiteit Leiden. In 1905 rondde hij zijn opleiding af in het Pasteur Instituut en in het Hôpital des Enfants Malades te Parijs. Daar ontstond zijn ambitie om de kindergeneeskunde tot een zelfstandige medische discipline te ontwikkelen. In 1908 werd hij privaatdocent in de interne kinderziekten in Leiden. In 1915 kwam onder zijn impuls een kinderkliniek, als afzonderlijke afdeling van het Academisch Ziekenhuis, tot stand. In 1917 werd Gorter de eerste lector en in 1923 de eerste hoogleraar kindergeneeskunde in Leiden, na Gabbe Scheltema in Groningen in 1909 een van de eersten in Nederland.
Gorter hechtte veel belang aan de sociale omgeving bij het ontstaan van kinderziekten. Ook was hij sterk overtuigd van de rol van wetenschappelijk onderzoek om een beter inzicht te krijgen in de betekenis van voeding, hygiëne, biochemie en microbiologie. De combinatie van wetenschappelijke, organisatorische en didactische kwaliteiten brachten Gorter al snel op het niveau van een internationaal gerespecteerde deskundige.

## Gorters werk

### Geneeskunde
Een van Gorters eerste initiatieven, in 1917, was het oprichten van een Leidse buitenschool in Katwijk aan Zee, voor kinderen komende uit een met tuberculose besmet milieu. Aanvankelijk was dit een dagschool, later werd er een internaat aan toegevoegd. Ook werd hij een voorvechter voor het oprichten van consultatiebureaus voor zuigelingenzorg en bij tuberculosebestrijding. Mede door zijn toedoen werd de kindersterfte in Nederland, meer dan elders in Europa, aanzienlijk teruggedrongen.
In 1929 nam hij het initiatief tot het oprichten van het Nederlands Instituut voor Preventieve Geneeskunde (het latere TNO Preventie en Gezondheid).

### Biochemie
In 1925 verscheen Gorters belangrijkste wetenschappelijke werk, toen hij in het prestigieuze Journal of Experimental Medicine de idee lanceerde dat biologische celmembranen zijn samengesteld uit een dubbele lipide laag. Samen met de scheikundige François Grendel zette hij een simpel experiment op. De lipiden, met aceton geëxtraheerd uit een gekend aantal erytrocyten, werden als een monolaag uitgespreid op water. De verhouding van de oppervlakte van deze monolaag tot de totale oppervlakte van alle erytrocyten bleek dicht bij 2:1 te liggen, voor rode bloedcellen van diverse zoogdieren. In 1966 werden Gorters proeven door twee Amerikaanse onderzoekers herhaald. Tot hun verbazing stelden zij in Gorters opstelling twee fouten vast. Vooreerst losten de membraanlipiden, vooral cholesterol, slecht op in aceton. Daarenboven bleek de erytrocytenoppervlakte 145 μm2 en niet 99 μm2, de waarde door de Nederlandse onderzoekers gebruikt, te bedragen. In feite hadden Gorter en Grendel twee elkaar compenserende fouten van ongeveer 40% gemaakt.

### Didactisch
Gorter schreef gezaghebbende handboeken, onder meer over kindergeneeskunde, kindervoeding en diagnostiek. Vooral met “Klinische diagnostiek, bacteriologische, serologische en chemische onderzoekingen” schreef Gorter samen met Willem Cornelis de Graaff een succesvol handboek. Het werd decennialang in alle klinische laboratoria in Nederland en België met veel vrucht geraadpleegd. In 1981 werd de Gorter en de Graaff-prijs ingesteld, bestemd voor wie sterk hebben bijgedragen tot ontwikkeling en profilering van de klinische chemie.

### Internationaal
In 1927 werd Gorter in New York benoemd in een commissie van de Volkerenbond voor onderzoek naar de oorzaken van zuigelingensterfte.
In 1935 werd Gorter door de Belgische regering gevraagd om aan de Rijksuniversiteit van Gent een leerstoel Kindergeneeskunde op te starten. In vier jaren tijd slaagde Gorter erin om, naast zijn drukke werkzaamheden te Leiden, in Gent een moderne kinderkliniek te vestigen. Op dat ogenblik leed hij aan een ernstige vorm van reumatoïde artritis. Hij moest zich permanent in een rolstoel voortbewegen. Vier jaar lang kwam hij elke vrijdagavond per trein met zijn rolstoel vanuit Leiden naar Gent, waar hij tot zondagavond aan enkele jonge artsen (waaronder Carlos Hooft, die hem zou opvolgen in 1939), verpleegkundigen en laboranten zijn ideeën over kindergeneeskunde overbracht. Ook besprak hij met de Gentse bouwmeester geregeld de plannen voor een nieuw academisch ziekenhuis, net zoals hij dat van 1909 tot 1914 in Leiden had gedaan. Die plannen zouden pas jaren na zijn dood worden gerealiseerd.
Gorter bezat vele lidmaatschappen. Zo was hij onder meer lid van de Koninklijke Nederlandse Akademie van Wetenschappen, erelid van de American Pediatric Society, erelid van de New York Academy of Medicine, en eredoctor van de Sorbonne te Parijs en van de Universiteit Gent.

### Sociaal
Gorter stond onverzoenlijk tegenover onrecht. Voortdurend legde hij de klemtoon op het belang van sociale omstandigheden bij het ontstaan van kinderziekten. Het oprichten van consultatiebureaus voor zuigelingen tijdens de Eerste Wereldoorlog was revolutionair.
In 1942 werd hij met zijn vrouw door de Duitse bezetters uit Leiden naar Winschoten verbannen. Na de Tweede Wereldoorlog hervatte hij zijn arbeid, bezocht hij buitenlandse congressen en verzamelde hij jonge mensen om zich heen.

## Erkenning
Tijdens zijn leven genoot Gorter al veel respect als arts, organisator en wetenschapper. Zijn baanbrekend werk over de celmembraan werd echter pas veertig jaren na publicatie en tien jaar na zijn dood internationaal erkend. In 1975 werd Gorters vondst van de dubbele lipidelaag in het tijdschrift Nature vergeleken met de ontdekking van de dubbele helixstructuur van DNA.
Weinigen realiseerden zich dat de arts Gorter en de biochemicus Gorter één en dezelfde persoon waren. Kinderartsen in Nederland en België beseften niet hoe belangrijk zijn biochemisch werk was en biochemici wereldwijd wisten niet dat Gorter eigenlijk een kinderarts was.

## Publicaties
- “Klinische diagnostiek, bacteriologische, serologische en chemische onderzoekingen”. 7de druk in 1954. Eerste druk in 1915. E. Gorter en W.C. de Graaff.
- “De voeding van gezonde en zieke zuigelingen”. Achtste herziene druk, 1954; H.E. Stenfort Kroese Leiden E. Gorter; Eerste druk: 1913.
- “Kindergeneeskunde”. E. Gorter; 5de druk in 1948-1950 ; Eerste druk in 1918, S.C. Van Doesburgh, Leiden.
- “On bimolecular layers of lipoids on the chromocytes of the blood”. J. Exp.Med. 41, 439-444 (1925). E. Gorter en F. Grendel .